# 거란

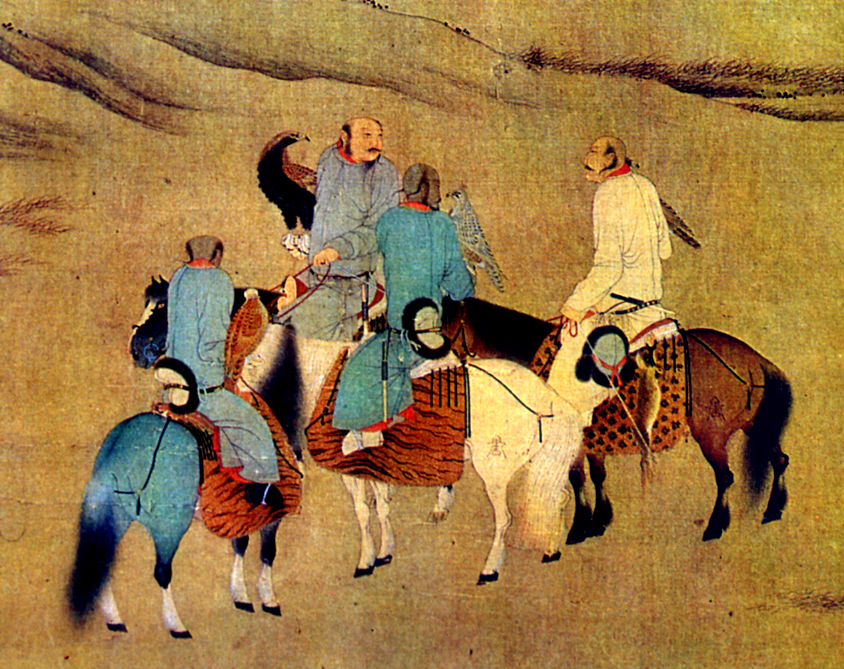
유목민의 생활

거란(거란대자: , 거란소자:  Kitai, 한국 한자: 契丹 글단) 또는 키탄(Khitan)은 4세기 중엽부터 서만주와 남몽골의 시라무렌 강 유역에 나타나 거주하던 동호 민족으로 알려져 있다. 생활 방식은 주로 정주 농경과 목축을 하고 유목도 하였다. 언어와 문화는 기록이 적어 잘 알려져 있지 않으나 일단 언어적이나 문화적으로 볼 땐 몽골계 민족이나 고구려에 가깝다는 설이 있으나 확실치 않으며 고구려어에 영향을 많이 받았다. 자신들이 사용한 명칭은 '키탄'이며, '키타이'라고도 알려져 있는데 이는 이란식 이름이다. 지금은 사라진 민족이며, 중국의 소수민족 중 하나인 다우르족(達斡爾族, Daur)이 거란족의 후예로 추정된다. 몽골인계 민족이라는 설이 있다. 남몽골, 몽골, 랴오닝성, 헤이룽장성, 지린성, 연해주에 거주하였다.
선비족의 후손으로 추정되며 선비족 중 탁발부가 아닌 우문부에서 갈려나왔다는 설이 있다. 
일찍이 378년 가을 9월에 거란이 고구려의 북쪽 변경을 침범하는 등 노략질하였으나, 고구려는 거란의 여덟 부락을 정복하였다.
 광개토대왕 때는 거란족 대부분을 고구려에 복속시켰다. 395년 고구려는 염수(鹽水)로 진출하여 거란족인 비려(碑麗) 또는 패려(稗麗)를 정벌하여 6~700영을 쳐부수고 수없이 많은 소, 말, 양떼를 노획하였다. 일부 학자들은 《삼국사기》의 거란 정벌(392년)과 광개토왕릉비의 비려 정벌(395년)을 동일한 사건에 대한 기록으로 보기도 한다. 거란은 광개토왕의 공격을 받고 거의 대부분 복속했다. 거란족은 오랜 세월 고구려인에 동화되었다. 이후 거란은 돌궐과 위구르에서도 활동하였다. 668년 고구려가 멸망할때 전쟁에 참여했으며  위구르와 당나라에게 차례로 정복당했음에도 불구하고, 부흥하여 당과 위구르를 약탈했다. 이후 고구려를 계승한 발해와는 친하게 지냈기도 했지만 결국 대립하였다.
916년 야율아보기가 거란의 여러 부족을 통합하여 요나라를 세우고 요동반도를 빼앗고 926년 발해를 멸망시키고 송나라와 대립하였다. 요나라는 993년부터 1019년까지 고려에 쳐들어왔으나 고려가 승리하여 요나라는 패퇴했다. 거란 문자를 만들기도 하였으며, 여진족의 금나라에게 멸망했다. 12세기 이후부터는 몽골족과 한족에 편입되었다. 거란인들은 정주 목축, 농경을 하였다. 현대 몽골이 농경지가 부족하고 평원이 많아 유목을 많이 해서 오해가 있지만 거란, 선비족 등 이민족들은 정주하며 농경과 반유목도 하였다.

## 어원
거란인들이 스스로를 가리키던 명칭은 '키탄(Khitan)'으로 추정된다. 키탄이라는 이름의 어원에 관한 정설은 없으나 대체로 세 가설이 있다. 펑쟈성은 우문씨(宇文氏)의 족장명에서 나왔다고 본다. 자오전지는 선비(鮮卑) 언어에서 '선비인들이 살았던 곳'이라는 단어에서 유래하였다고 본다. 오타기 마쓰오(愛宕松男)는 '해(奚)족과 비슷한 사람들' 혹은 '습족 사이에서 살고있는 사람'이라는 뜻의 '해단(奚丹)'에서 유래한 것으로 본다.

### 중국

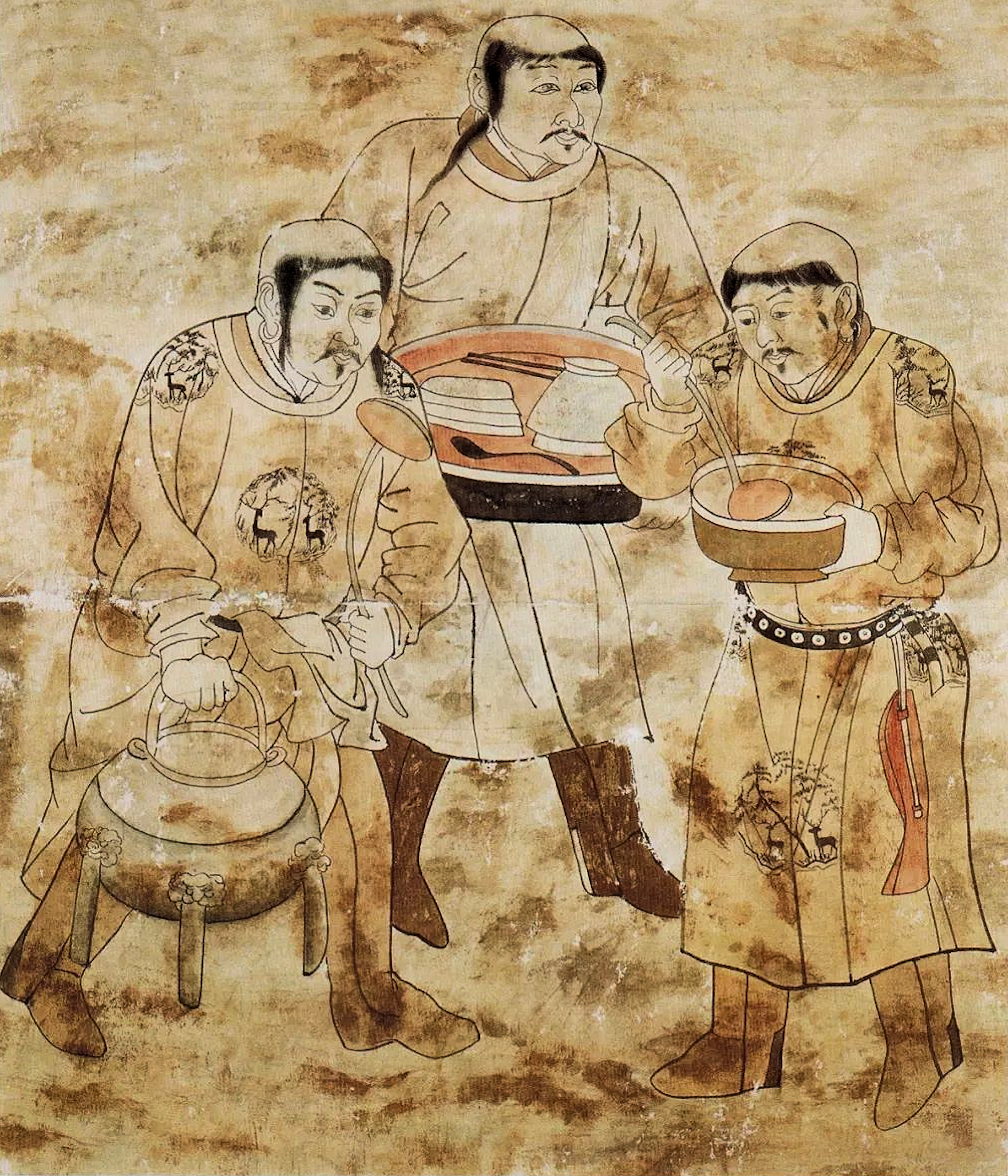
거란인의 식사. 중국 내몽골자치구 츠펑시(赤峰市) 소재 무덤 벽화

거란이 만주와 몽골에 요(遼)를 건국하고, 이후에 중앙아시아에 서요(西遼) 혹은 카라 키타이(Qara Khitai)를 세우면서 그곳에서 거란인들은 중국인으로 취급되었다. 이로 인하여 중앙아시아, 러시아, 중국 서북부에서 '키타이'는 '중국'을 의미하게 되었다. 그리고 이 명칭은 이슬람과 러시아 문헌을 통하여 중세 시기 유럽으로 흘러 들어갔고, '캐세이(Cathay)'라는 이름으로 자리 잡았다. 현대에도 중국 신장위구르자치구의 위구르(Uyghur)인, 카자흐스탄 카자흐(Kazakh)인 등의 투르크(Turk) 계통 언어, 러시아나 불가리아 등 슬라브(Slav) 계통 언어에는 '키타이'로부터 유래한 '중국'을 뜻하는 단어들을 사용하고 있다. 한족들은 키타이 유래 단어가 위구르인들이 채용한 것이 경멸의 의미를 담고 있다 하여 중국 정부는 사용 금지 조처를 내린 적도 있었다.
정리하면, 중세 영어로 중국을 뜻하는 '캐세이(Cathay)', 러시아어로 중국을 뜻하는 '키타이(Китай, Kitay)', 몽골어로 중국을 나타내는 '햐타드(Хятад, Hyatad)' 등은 모두 거란에서 유래하였다. 12세기까지 아라비아어, 페르시아어 문헌에 거란은 '하타(우)' 또는 '히타(우)'라 불렸다. 특히 중앙아시아 이란의 페르시아어 지리서 연대기에는 소그드어의 시대에서부터 중국 전반을 가리키는 '치나(支那)' 또는 '치니스탄(震旦)( چينستان Chīnisān)'이라는 호칭이 존재하고, 13세기 중반까지 북부 중국을 지칭하는 '탐가쥬(탁발씨, طمغاج Ṭamghāj)' 등의 단어도 사용되었다.

## 거란의 역대 군주
| 칸호(汗號)             | 씨족 | 성명                              | 재위기간           |
| ---------------------- | ---- | --------------------------------- | ------------------ |
|                        | 大賀 | 대하돌라(大賀咄羅)                | 619년~623년 이후   |
|                        | 大賀 | 대하마회(大賀摩會)                | 628년경            |
|                        | 大賀 | 대하굴가(大賀窟哥)                | 648년~656년경      |
|                        | 大賀 | 대하아복고(大賀阿卜固)            | ? ~660년           |
| 무상가한(無上可汗)     | 大賀 | 이진충(李盡忠) 이진멸(李盡滅)     | 660년~696년        |
|                        | 內稽 | 손만영(孫萬榮) 손만참(孫萬斬)     | 696년~697년        |
|                        | 大賀 | 이실활(李失活)                    | 697년 ~717년       |
|                        | 大賀 | 이사고(李娑固)                    | 717년~720년        |
|                        | 大賀 | 이욱우(李郁于)                    | 720년~723년        |
|                        | 大賀 | 이토우(李吐于)                    | 723년~725년        |
|                        | 大賀 | 이소고(李邵固)                    | 725년~730년        |
| 와가한(窪可汗)         | 遙輦 | 요련굴렬(遙輦屈列)                | 730년~734년        |
|                        | 李   | 이과절(李過折)                    | 734년~735년        |
| 조오가한(阻午可汗)     | 遙輦 | 요련조리(遙輦俎里) 이회수(李懷秀) | 735년~745년경      |
| 호랄가한(胡剌可汗)     | 遙輦 | 요련해락(遙輦楷落)                | 746년경~755년 이후 |
| 소가한(蘇可汗)         | 遙輦 |                                   | 8세기 말           |
| 선질가한(鮮質可汗)     | 遙輦 |                                   | 9세기 초           |
| 소고가한(昭古可汗)     | 遙輦 |                                   | 830년대            |
| 야란가한(耶瀾可汗)     | 遙輦 | 요련굴술(遙輦屈戌)                | 840년대            |
| 파랄가한(巴剌可汗)     | 遙輦 | 요련습이지(遙輦習爾之)            | 860년대            |
| 흔덕근가한(痕德堇可汗) | 遙輦 | 요련흠덕(遙輦欽德)                | ？~906년           |

## 같이 보기
- 야율씨
- 요나라
- 북요
- 서요
- 동요국
- 후요
- 캐세이
- 몽골 신화